# Munkáscionizmus
A munkáscionizmus (héberül: צִיּוֹנוּת סוֹצְיָאלִיסְטִית, Cijonut szocjalisztit) vagy a szocialista cionizmus (héberül: תְּנוּעָת הָעַבוֹדָה, Tnuat haAvoda) a cionizmus baloldali, szocialista változatára utal. Sok éven át ez volt a legjelentősebb tendencia a cionisták és cionista szervezetek között, és a történelmi kelet-európai és közép-európai zsidó munkásmozgalmak cionista szektorának tekintették, végül helyi egységeket fejlesztett ki a legtöbb országban, ahol jelentős zsidó lakosság volt. A Theodor Herzl által alapított és Chaim Weizmann által szorgalmazott „politikai cionista” irányzattól eltérően a munkáscionisták nem hittek abban, hogy zsidó állam jön létre egyszerűen a nemzetközi közösségnek vagy olyan erős nemzeteknek, mint az Egyesült Királyságnak, Németországnak vagy a volt Oszmán Birodalomnak való tetszés által. Inkább azt hitték, hogy zsidó állam csak úgy jöhet létre, ha a zsidó munkásosztály alijázik Izrael földjére, és egy országot felemel egy munkáspárti zsidó társadalom vidéki kibucokkal és mosavikokkal, valamint egy városi zsidó proletariátussal.
1914 előtt egyrészt a bolsevizmustól való növekvő elidegenedés, másrészt az Oszmán Palesztinában a Zsidó Munkásmozgalom egyesítése lehetővé tette a cionizmus bizonyos mértékű elismerését és legitimációját, különösen az Egyesült Államokban. Az Egyesült Államokban élő zsidó baloldal vezetése csak két különböző forrásból származott: az 1880-as években érkezett alapító atya internacionalista és kozmopolita gondolatmenetéből, valamint a Jewish Labour Bund veteránjaiból, akik 1905 után hagyták el az Orosz Birodalmat és nem láttak semmi ellentmondást a szocializmus és a nacionalizmus között a zsidó diaszpórán belül.
Az 1930-as évekre a munkáscionista mozgalom mérete és befolyása jelentősen megnőtt, és elhomályosította a „politikai cionizmust” mind nemzetközileg, mind a Brit Palesztinai Mandátumon belül. A munkáscionisták túlsúlyban voltak a Jisuv intézményei között, különösen a Hisztadrut néven ismert szakszervezeti szövetségben. A Haganah, a legnagyobb Jisuv félkatonai szervezet, munkáscionista szervezet volt; alkalmanként katonai akciókban vett részt (például a The Saison alatt) bizonyos radikális jobboldali zsidó politikai ellenfelek és militáns csoportok ellen, esetenként a brit mandátumadminisztrációval együttműködve.
A munkáscionisták vezető szerepet játszottak az 1947–1949-es palesztinai háborúban, és az 1948-as arab–izraeli háború során Izrael Állam függetlenné válása után évtizedeken keresztül meghatározó szerepet játszottak az izraeli védelmi erők vezetése között.

## Fordítás
Ez a szócikk részben vagy egészben a Labour Zionism című angol Wikipédia-szócikk ezen változatának fordításán alapul.  Az eredeti cikk szerkesztőit annak laptörténete sorolja fel. Ez a jelzés csupán a megfogalmazás eredetét és a szerzői jogokat jelzi, nem szolgál a cikkben szereplő információk forrásmegjelöléseként.